# Jaume Brossa

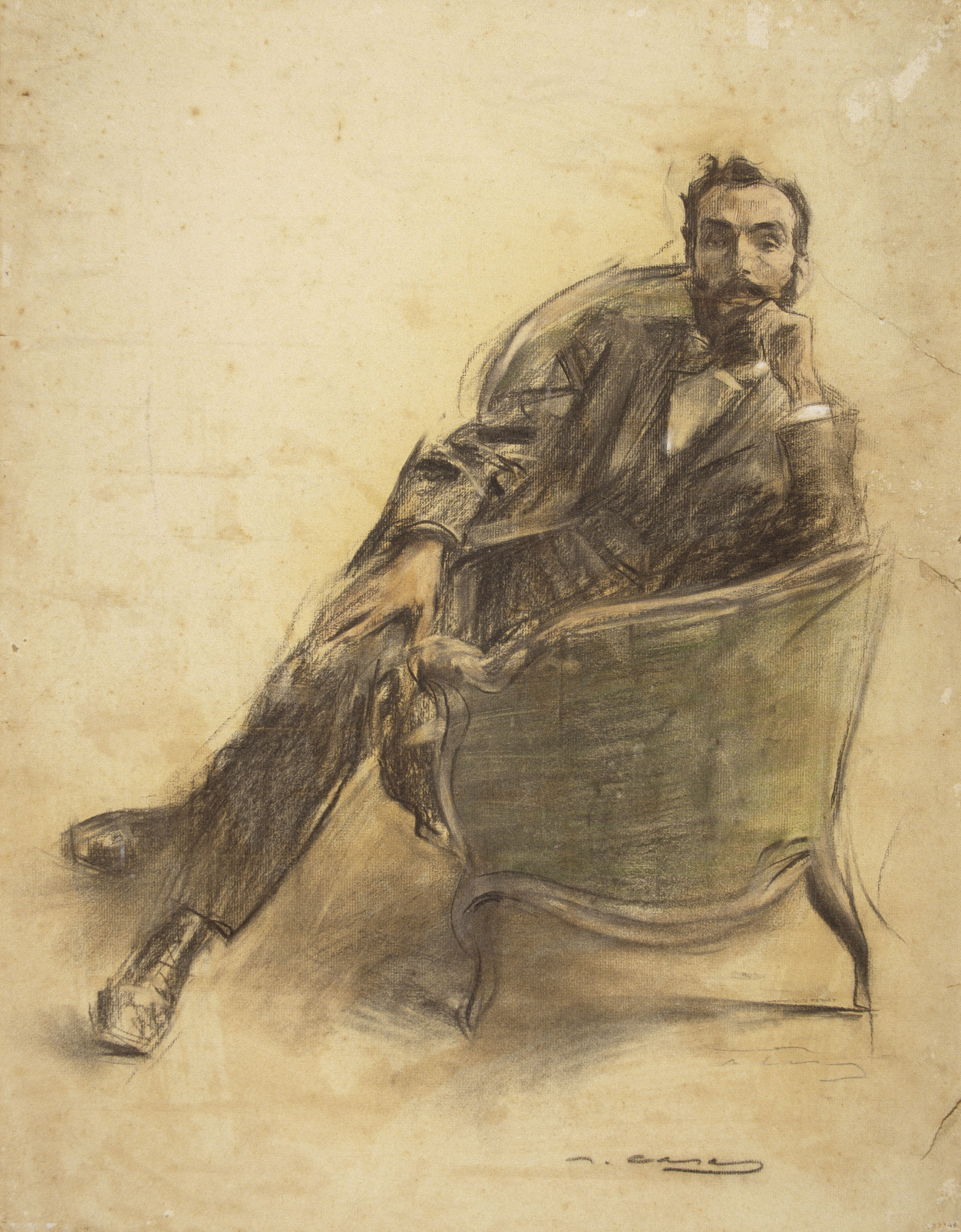
Brossa visto por Ramón Casas (MNAC)

Jaume Brossa i Roger  —conocido también como Jaime Brossa— (San Andrés de Palomar, Barcelona 1875-Barcelona, 1919) fue un dramaturgo y articulista español que escribió su obra en catalán y español. 

## Biografía
Nacido  en San Andrés de Palomar (antiguo municipio que más tarde se anexionaría Barcelona convirtiéndose en un distrito de la ciudad). Desde 1892 publicó sus ensayos políticos en L'Avenç, de la que fue principal animador y en la que se destacó como líder del modernismo, y en La Revista Blanca. Adoptó un anarquismo individualista e intelectual propio de finales del siglo XIX, influido tanto por Friedrich Wilhelm Nietzsche y Henrik Ibsen como por las actividades de los ateneos obreros. 
Escribió artículos polémicos, con lenguaje agresivo y grandilocuente, donde defendía una línea democrática socializante, razón por la cual fue detenido menudo. Debido a sus artículos y a una conferencia en el Ateneo Barcelonés tuvo que exiliarse en París en 1897 y su influencia disminuyó. Desde 1898 colaboró en Catalònia, en La Revista Blanca de Madrid, y en 1906 lo hizo en El Poble Català. Hacia el 1914 volvió a Barcelona, donde estrenó algunas obras de teatro influidas por Ibsen y colaboró en las revistas El Diluvio e Iberia, favorables a los Aliados de la Primera Guerra Mundial. Murió a causa de la epidemia de gripe de 1919.

## Obras
- La crisis del régimen y el nuevo deber republicano (1914)
- Los sepulcros blancos (1900)
- Las flores del desierto (1902)
- Ecos de la tragedia (1918)